# Калифорнийский университет
Калифорнийский университет или Университет Калифорнии (англ. The University of California), UC — объединение 10 публичных калифорнийских университетов. Статус «публичный» означает, что система получает финансирование из ряда источников, включая бюджет штата Калифорния (около трети всего финансирования), и управляется Советом регентов Калифорнийского университета (англ. The Regents of the University of California), который назначается губернатором штата.
Старейшим и самым престижным в системе Калифорнийского университета является Калифорнийский университет в Беркли, основанный в 1868 году.

## Структура университета
- Калифорнийский университет в Беркли (Berkeley) — главный кампус
- Калифорнийский университет в Дейвисе (Davis), UC Davis
- Калифорнийский университет в Ирвайне (Irvine), UCI
- Калифорнийский университет в Лос-Анджелесе (Los Angeles), UCLA
- Калифорнийский университет в Мерседе[англ.] (Merced), UC Merced
- Калифорнийский университет в Риверсайде (Riverside), UCR или UC Riverside
- Калифорнийский университет в Сан-Диего (San Diego), UCSD
- Калифорнийский университет в Сан-Франциско (San Francisco), UCSF
- Калифорнийский университет в Санта-Барбаре (Santa Barbara), UCSB
- Калифорнийский университет в Санта-Крузе (Santa Cruz), UCSC или UC Santa Cruz

а также:
- Колледж права Хейстингса[англ.]
- Обсерватория Лика (Lick Observatory)
- Институт океанографии Скриппса[англ.].

## Исследовательские центры
Калифорнийский университет управляет рядом исследовательских центров (национальные лаборатории) Министерства энергетики США. На 2006 год под управлением университета находились Ливерморская национальная лаборатория и Национальная лаборатория им. Лоуренса в Беркли. Ранее университет также управлял Национальной лабораторией Сандия и Лос-Аламосской национальной лабораторией.

## Издательство
При университете имеется издательство, занимающееся выпуском академической литературы, University of California Press (UC Press). Оно берёт начало в 1868 году, когда сотрудниками университета начала издаваться научная литература, а основано как издательство было в 1893 году. Является некоммерческой организацией, финансируемой университетом и штатом Калифорния. Треть издаваемых авторов — сотрудники университета. Издаётся около 4000 книг, из которых около 250 новых книг каждый год, а также выпускается около 400 научных журналов. С момента основания официально располагается в главном кампусе университета в Беркли. Администрация находится в Окленде, редакция — в Лос-Анджелесе, а отдел продаж — в Нью-Йорке.